# Ладлоу (Міссурі)
Ладлоу (англ. Ludlow) — селище (англ. village) в США, в окрузі Лівінгстон штату Міссурі. Населення — 111 особа (2020).

## Географія
Ладлоу розташований за координатами 39°39′15″ пн. ш. 93°42′9″ зх. д. / 39.65417° пн. ш. 93.70250° зх. д. (39.654270, -93.702590).  За даними Бюро перепису населення США в 2010 році селище мало площу 0,41 км², уся площа — суходіл.

## Демографія
Згідно з переписом 2010 року, у місті мешкало 137 осіб у 65 домогосподарствах у складі 34 родин. Густота населення становила 337 осіб/км².  Було 96 помешкань (236/км²).
Расовий склад населення:
| - 92,7 % — білих - 2,9 % — чорних або афроамериканців |

До двох чи більше рас належало 4,4 %. Частка іспаномовних становила 0,0 % від усіх жителів.
За віковим діапазоном населення розподілялося таким чином: 25,5 % — особи молодші 18 років, 57,7 % — особи у віці 18—64 років, 16,8 % — особи у віці 65 років та старші. Медіана віку мешканця становила 35,5 року. На 100 осіб жіночої статі у місті припадало 82,7 чоловіків;  на 100 жінок у віці від 18 років та старших — 96,2 чоловіків також старших 18 років.
Середній дохід на одне домашнє господарство  становив 24 174 долари США (медіана — 14 107), а середній дохід на одну сім'ю — 25 465 доларів (медіана — 14 432). За межею бідності перебувало 58,8 % осіб, у тому числі 74,1 % дітей у віці до 18 років та 18,2 % осіб у віці 65 років та старших.
Цивільне працевлаштоване населення становило 31 осіб. Основні галузі зайнятості: роздрібна торгівля — 22,6 %, публічна адміністрація — 22,6 %, мистецтво, розваги та відпочинок — 19,4 %.